# Cameraman

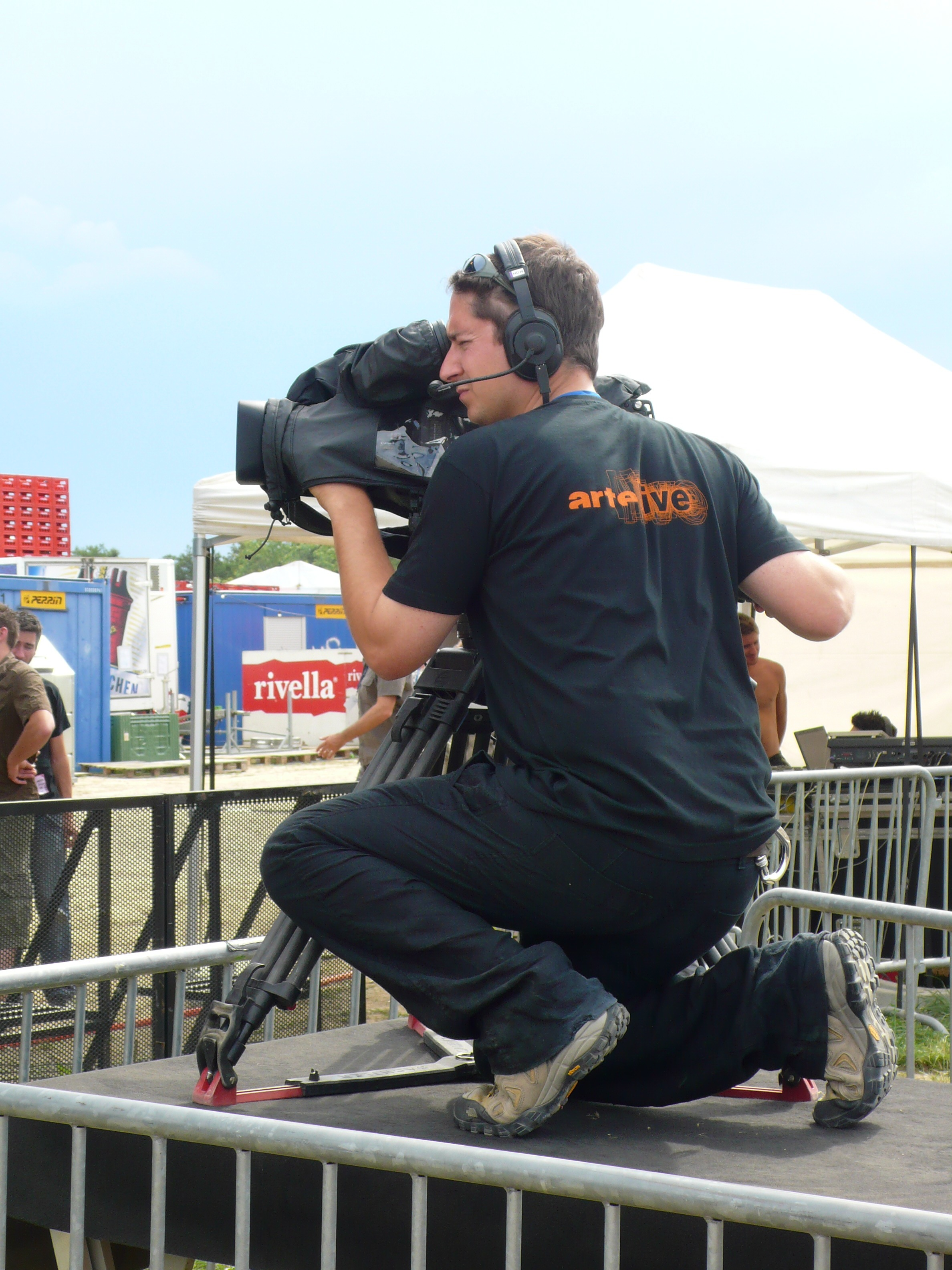
Een cameraman van de zender ARTE aan het werk

Een cameraman of cameravrouw is iemand die een film- of videocamera bedient. 

## Opleiding in Nederland
Het vak van cameraman kan eventueel in de praktijk geleerd worden. Men begint onderaan de ladder en met talent kan men dan omhoog klimmen. Veel cameramannen voor televisie beginnen als assistent van de cameraman. Uiteindelijk ontwikkelen cameramensen zich op hun beurt vaak tot editors of regisseurs in de tv-wereld. Dit heeft ook te maken met het fysieke aspect van camerawerk, waardoor het voor velen moeilijk wordt om het lang vol te houden.

### Nederland
Een opleiding tot cameraman (of -vrouw) kan in Nederland worden gevolgd aan de Nederlandse Film en Televisie Academie. Ook op mbo-niveau zijn er diverse opleidingen, zoals in Drachten, Ede, Zwolle, Heerlen en Eindhoven. Daarnaast is er een aantal particuliere opleidingen, zoals het Cameracollege.

## Functie
Het werk bestaat uit het met de filmcamera of videocamera vastleggen van bewegende beelden (filmen) ten behoeve van films, nieuwsprogramma's, documentaires of opnames in een studio. Het is de taak van de cameraman het materiaal zo te filmen dat de editor (of cutter) op veel plaatsen kan knippen, zodat hij of zij veel vrijheid heeft bij het monteren van de film. Tijdens het filmen van een uitzending op tv mag een cameraman zich niet met de uitzending bemoeien.

## Grote producties
In professionele zin spreekt men van een cameraman als de totale bediening voor zijn rekening komt. Bij grotere filmsets is zijn functie opgesplitst in meerdere functies;
- Director of photography - bepaalt de look & feel van de film, licht en cameragewijs.
- Lighting cameraman - is een combinatie van Cameraman en Director of Photography, hij bedient zowel de camera en is ook verantwoordelijk voor het licht
- Operator - de bediener tijdens het shot, een camera-operator
- Camera-assistent - zorgt voor de assemblage van de camera (juiste lens, juiste filter)
- Focus puller - past de scherpte aan naargelang de afstand van personage tot de lens
- Clapper/loader - zorgt dat er film in de camera zit (en geeft de beginklap en eindklap)
- Grip - zorgt voor het plaatsen van de camera op statief of dolly en verzorgt de travels. Tevens zorgt hij voor de montage van de camera op lastige plaatsen als aan een auto of in een helikopter.

## Amateurs
Een cameraman kan een professional zijn maar ook een amateur. Vooral sinds de opkomst van de smartphone wordt veel beeldmateriaal geschoten door amateurs, maar voorheen boden de 8mm-film, de 16mm-film en de camcorder gewone mensen al de mogelijkheid om beeldmateriaal op te nemen.
Bekende amateurfilms zijn de Zapruderfilm waarop de moord op president Kennedy in 1963 werd vastgelegd en de video-opname van de mishandeling van Rodney King in 1991. Tijdens de aanslagen op 11 september 2001 werden veel amateurvideo's gemaakt die in nieuwsuitzendingen gebruikt werden.

## Bekende cameramannen

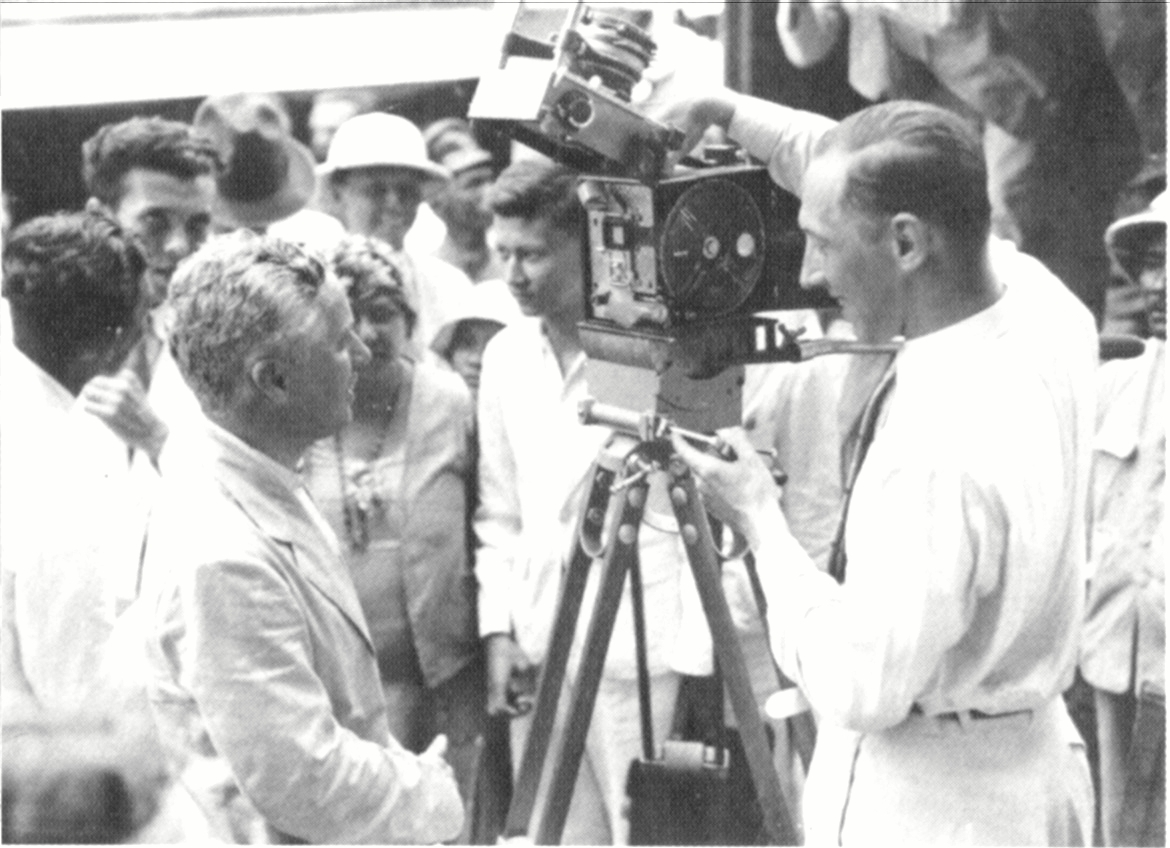
Henk Alsem, in de jaren voor en na de oorlog een bekende Nederlandse film- en documentairemaker. Charlie Chaplin bewondert Alsems 35-mm cinecamera op Tanjung Priok Wharf vlak nadat Chaplin is gearriveerd in de haven van Batavia (later Jakarta). Charlie Chaplin was zelf een verwoed filmamateur en hij had zijn eigen 16-mm cinecamera. (1931)

- Henk Alsem heeft veel Nederlandse filmproducties en documentaires gemaakt, o.a. in 1948: 'Het Gouden Kroningsfestijn'. Deze filmopname is de enige kleurenreportage die is gemaakt van de troonsafstand van koningin Wilhelmina, de inhuldiging van koningin Juliana en de festiviteiten in Nederland.
- Abraham Zapruder, filmde de Zapruderfilm in 1963, die de moord op president Kennedy vastlegde.
- Sven Nykvist was van 1953 tot en met 1982 Ingmar Bergmans vaste cameraman.
- Thomas Mauch, werkte vooral met Edgar Reitz en later met Werner Herzog samen.
- Lajos Kalános, werkte tot 1993 voor de Nederlandse omroep, onder andere met Fons de Poel, heeft in 2003 een Academy Award gekregen voor zijn oeuvre.
- Jan de Bont, afgestudeerd aan de filmacademie, camerawerk voor onder andere Basic Instinct, Lethal Weapon, Flatliners.
- Stan Storimans, nieuwscameraman met name voor RTL, omgekomen tijdens een reportage in Georgië.
- Garrett Brown, cameraman, uitvinder van de Steadicam en tevens 's werelds bekendste steadicam-operator.
- Jules en Gédéon Naudet, documentairemakers, filmden de aanslagen op 11 september 2001 in New York.
- Robbie Müller, bekend als cameraman van Wim Wenders en van zijn samenwerking met Jim Jarmusch, Lars von Trier en Steve McQueen.
- Hoyte van Hoytema, filmde Interstellar voor Christopher Nolan, en in 2017 draaide hij voor dezelfde regisseur de film Dunkirk, waarvoor hij in januari 2018 werd genomineerd voor een Oscar in de categorie Best Cinematography.